# Mjps
mjps (eigentlich Martin Josef Pascal Schwitter; * 1962 in Basel) ist seit 1984 Schnitzelbänggler an der Basler Fasnacht. Zudem zeichnet er für nunmehr über 20 Fasnachtsgruppen als „Zeedel-Dichter“ verantwortlich.
Den grössten Bekanntheitsgrad erreichte mjps mit seinen diversen „Fäährymaa-Gschichte“-Büchern, in Baseldeutsch verfasste Kurzgeschichten mit typischen Basler Lebensweisheiten. Diese mundartlichen Erzählungen, in denen die Fährmänner der Basler Fähren vorkommen, waren zugleich seine ersten Veröffentlichungen. Es folgten weitere Bücher mit Kurzgeschichten. Verschiedene Gedichte von mjps wurden musikalisch umgesetzt. So entstanden musikalische Nummern in Vorfasnachtsveranstaltungen oder Auftragskompositionen zu Anlässen in Basel.
Als Mitbegründer des „Schwarze Duume“ und Initiator eines Fonds zur Unterstützung junger Autoren engagiert sich mjps für die Förderung der Basler (Mundart-)Literatur. Er trägt auch mit Schnitzelbangg-Kursen zur Erhaltung dieses lokalen Fasnachtsbrauchs bei, setzte sich incognito für die Schaffung des "Bebbi-Träff" ein und hilft als "Götti" (Pate) Fasnachts-Neulingen.
Als Theologe hilft er auch allgemein in Gottesdiensten mit. Dabei greift er gerne auf die von ihm gespielten Instrumente (Mundharmonika, Gitarre und Alphorn) zurück.

## Werke
- "Im Fasnachtshimmel" (Singspiel – Musik: D. Wittlin)
- "Balleenli" (Singspiel – Musik: D. Wittlin)
- Fäährymaagschichte. IL-Verlag, Basel 2010, ISBN 978-3-905955-12-5.
- Dr Fäährymaa und dr Babbe Rhyy. IL-Verlag, Basel 2011, ISBN 978-3-905955-33-0.
- Am Fäähry-Schtääg. IL-Verlag, Basel 2012, ISBN 978-3-905955-73-6.
- "Im Santyhans" (Lied für Männerchor mit 2 t, tb und Pauken – Musik: Rudolf Jaggi)
- "Zunft-Lied" (Musik: D. Wittlin)
- Vorlese-Buch "Fäährymaa", Doppel-CD mit Basler-Liedern und sämtlichen Fäährymaa-Geschichten
- "Friehner isch nid besser!", Gschichte vom Flänzgy, Basel 2015, IL-Verlag
- Diverse Nummern für Vorfasnachtsveranstaltungen (Pfyfferli und Fasnachtskiechli)
- "Flänzgy dr Looser", no meh Gschichte vom Flänzgy, Basel 2017, IL-Verlag